# Guatavita (jezero)
Guatavita je duboko kratersko jezero u Kolumbiji koje se nalazi 50 km sjeveroistočno od glavnog grada Bogote u departmanu Cundinamarca, općina Sesquilé. 

## Legenda o jezeru
Jezero Guatavita je navodno bilo sveto jezero Muisca-Indijanaca i rituali koji su ondje obavljani smatraju se temeljem legende o El Doradu. Legenda kaže da su se na jezeru obavljali rituali u kojima bi tijelo kralja Muisca bilo prekriveno zlatnom prašinom, a zatim bi se on na svečanom zlatnom splavu odvezao do sredine jezera i zaronio u vodu kako bi se zlato sapralo. Nakon toga nakit i druge dragocjenosti bile bi bačene na dno jezera. Kroz povijest su više puta pokrenute ekspedicije (posljednji put 1912.), kako bi se to zlato i pronašlo. Nekoliko artefakata od zlata i srebra nađeni su na dnu jezera, ali do danas istraživanja nisu dala više uspjeha.

## Povijesni pokušaji da se pronađe zlato
Konkvistadori Lázaro Fonte i Hernan Perez de Quesada su neuspješno pokušali 1545. godine smanjiti nivo vode, no nakon 3 mjeseca razina vode je smanjena za 3 metra, a samo mala količina zlata je pronađena (u vrijednosti od 3.000 do 4.000 pesosa).
Godine 1980. je Antonio de Seplveda, trgovac iz Bogote,  pokušao isušiti jezero. Seplveda je na jednom mjestu iskopao rupu kako bi voda iz jezera istekla, ali je nivo jezera smanjen za nešto manje od 20 metara. Tada je mnogo radnika poginulo. Pronađeno zlato bilo je u vrijednosti 12.000 pesosa.
1801. Alexander von Humboldt je posjetio Guatavitu i procjenio da jezero krije milijune dragocjenosti u vrijednosti 300 milijuna dolara.

## Vanjske poveznice
- Posjet jezeru Guatavita  Arhivirana inačica izvorne stranice od 16. lipnja 2017. (Wayback Machine) (engl.)
- Legenda 'El Dorado'  Arhivirana inačica izvorne stranice od 29. svibnja 2010. (Wayback Machine) by Tairona Heritage Trust (engl.)